# Luis Ramallo García
Luis Jacinto Ramallo García est un homme politique espagnol né le 24 mai 1948 à Badajoz, membre du Parti populaire (PP) et ayant appartenu à l'Union du centre démocratique (UCD).

## Biographie
Luis Ramallo est sénateur de la circonscription de Badajoz entre 1977 et 1982, sous les couleurs de l'UCD. En août 1978, il est élu président de la Junte régionale d'Estrémadure, un poste qu'il conserve jusqu'en décembre 1980.
Ayant rejoint l'Alliance populaire (AP), qui deviendra Parti populaire en 1989, il est élu député de Badajoz au Congrès des députés en 1982. Président du Parti populaire d'Estrémadure (PP-E) entre 1990 et 1993, il est vice-président du Congrès de 1993 à 1996. Cette année-là, il devient pour quatre ans vice-président de la Commission nationale du marché des valeurs (CNMV), après quoi il se retire de la vie politique.